# Andreas Merkel
Andreas Merkel (* 21. August 1970 in Rendsburg) ist ein deutscher Schriftsteller.

## Leben
Nach dem Abitur in Rendsburg studierte Merkel Philosophie und Literaturwissenschaft in Kiel und Berlin; er schloss das Studium mit dem Magistergrad ab. Seit 1995 lebt er als freier Schriftsteller und Journalist in Berlin. 2006 nahm er am Ingeborg-Bachmann-Wettbewerb in Klagenfurt teil.
Merkel ist aktives Mitglied der deutschen Autorennationalmannschaft.

## Werke
- Große Ferien. Droemer Knaur, München 2000, ISBN 3-426-61784-6.
- Das perfekte Ende. Ein Berlin-Roman. Arena, Würzburg 2002, ISBN 3-401-02625-9.
- 1. FC Köln. Fußballfibel. Culturcon, Berlin 2016, ISBN 978-3-944068-58-9.
- Mein Leben als Tennisroman. Blumenbar, Berlin 2018, ISBN 978-3-351-05061-0.
- Dziękuję Poldi. Eine buchlose Platzbegehung. Voland & Quist, Berlin 2023, ISBN 978-3-86391-369-4.